# 水野遵

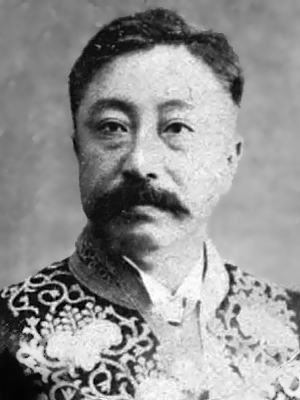
水野遵

水野 遵（みずの じゅん / たかし、1851年1月4日（嘉永3年12月3日） - 1900年（明治33年）6月15日）は、日本の政治家、官僚。貴族院議員、衆議院書記官長、台湾総督府民政長官。幼名・恂造、号・大路。

## 経歴
愛知県出身。醤油屋・水野鼎斉の息子として生まれる。明治2年2月（1869年3-4月）、駅逓司付属御雇、明治3年閏10月（1870年11-12月）、名古屋藩史生となる。明治4年5月（1871年6-7月）、清国に留学。1873年8月、海軍省十等出仕となる。1874年6月、台湾出兵に伴い台湾に出張。1875年6月、文部省に転じ学務課雇となり、長崎英語学校長、文部省一等属を歴任。
1883年4月、参事院に移り御用掛に就任。以後、同議官補、法制局参事官、同書記官、同参事官を務めた。1891年11月、衆議院書記官に就任し、1892年1月、同書記官長となる。
1895年5月、弁理公使・大本営付に発令され、初代台湾総督・樺山資紀海軍大将に随行し台湾に渡る。初代の台湾総督府民政局長心得、民政局長に就任した。1897年7月に退任。
1897年12月23日、貴族院勅選議員に選任され、死去するまで在任。その他、台湾銀行創立委員、鉄道国有調査会委員などを務めた。墓所は雑司ヶ谷霊園。

## 栄典
位階
- 1890年（明治23年）10月8日 - 従六位[2]
- 1896年（明治29年）7月20日 - 従四位[3]

勲章等
- 1892年（明治25年）12月29日 - 勲四等瑞宝章[4]。
- 1896年（明治29年）3月31日 - 勲三等旭日中綬章[5]

## 伝記
- 大路会編『大路水野遵先生』大路会事務所、1930年。